# Steve-O
Stephen Gilchrist Glover (Wimbledon, Londres Inglaterra; 13 de junio de 1974), más conocido como Steve-O, es un actor y comediante británico-estadounidense y que también posee ciudadanía canadiense. Su carrera en el entretenimiento se centra en sus escenas extremas de riesgo en la serie estadounidense Jackass y en películas.

## Biografía
Steve-O, cuyo verdadero nombre es Stephen Gilchrist Glover, nació en Londres. Su padre, Richard Edward "Ted" Glover, fue un importante ejecutivo que trabajó en empresas como PepsiCo. Su madre, Donna Gay Glover, falleció en 2003. Su familia vivió en Inglaterra durante muchos años debido a que su padre era presidente de división de Pepsi. Durante su niñez, Steve-O vivió en varios países, incluyendo Brasil (donde aprendió sus primeras palabras en portugués), Venezuela y Uganda, donde vivió dos años antes de regresar a Estados Unidos. Su primer lugar de residencia en los Estados Unidos fue en Darien, Connecticut, cuando tenía cuatro años. Se mudó a Miami dos años después. Cuando tenía nueve años su familia regresó a Londres, donde Steve-O asistió durante cuatro años a la American School. De niño, fue un gran fan de Mötley Crüe. En 1987, Motley estaba tocando en el Maple Leaf Gardens en Toronto, donde vivía su familia. Llamó a todos los hoteles dentro y fuera de la vecindad, hasta que encontró el nombre bajo el cual la banda se registraba usualmente; el del mánager, Doc McGhee. No le habló a Doc, pero sí a su hermano Scott, aunque McGhee estaba tan impresionado con la determinación de Steve-O en conocer a Motley que lo llevó a su show, permitió que se conocieran y que estuviera con ellos detrás del escenario, como se indica en la autobiografía de Tommy Lee. Tiene un tatuaje de una cruz cristiana invertida en su hombro izquierdo y otro de un ichthys con la palabra «Satán» en su hombro derecho. Además, se tatuó una caricatura de sí mismo a lo ancho y largo de toda la espalda y en uno de los brazos, junto a otra decena de tatuajes que se ha hecho desde el año 2005.
Asistió a la Universidad de Miami, pero la dejó después de un año debido a las malas calificaciones y falta de interés. Luego, asistió y se graduó del Ringling Brothers and Barnum & Bailey Clown College. Después de graduarse, no fue seleccionado para unirse a Ringling Brothers and Barnum and Bailey Circus, pero trabajó como payaso en el Fort Lauderdale Swap Shop. Filmó sus acrobacias, incluyendo sus presentaciones de payaso, durante este período.

## Trayectoria

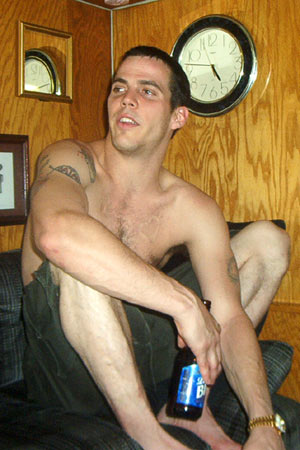
Steve-O en 2003

### Jackassy giras (2000-2003)
Mientras actuaba en un circo, Steve-O comenzó a enviar vídeos de él mismo al editor y futuro director de Jackass, Jeff Tremaine a la revista Big Brother. Tremaine reclutó a Steve-O para la serie de televisión de Jackass, que se convirtió en un éxito instantáneo.
Debido a su popularidad, MTV decidió lanzar cuatro películas y una más basada en la serie: Jackass: The Movie, Jackass Number Two, un lanzamiento directo a vídeo Jackass 2.5, Jackass 3D y Jackass 3.5. En 2001, lanzó el DVD Don't Try This at Home, que contenía material de MTV censurado. Vendió 140,000 copias. Hizo giras promocionando las acrobacias del DVD, que fueron filmadas y lanzadas en Don't Try This at Home Volume 2: The Tour. La gira ganó atención nacional después que Steve-O fue arrestado en 2002.

### Después deJackass(2004-2007)
Después que Jackass terminó, coprotagonizó Wildboyz con Chris Pontius, que duró cuatro temporadas hasta 2006. Los dos presentaban acrobacias y actos con animales, a menudo poniéndose en situaciones para las cuales no fueron entrenados.
A mediados de 2005, Steve-O puso en marcha su propia compañía de zapatillas llamada Sneaux Shoes. Los comerciales de televisión para promocionar las zapatillas incluían escenas en las que se mostraba a Steve-O saltando en la basura, haciendo que su pie sea mordido por un lagarto (simulado), y bebiendo leche fermentada.
Su eslogan era "Son unas zapatillas de remate".
El 27 de marzo de 2006, las coestrellas de Jackass, Steve-O y Chris Pontius visitaron The Dean Blundell Show, un show en la mañana en la estación de radio de Toronto CFNY (102.1), para promocionar su gira Don't Try This at Home. Steve-O orinó en el suelo y presentó una acrobacia llamada "Desenvolver la Momia", enfrente de un estudio con una audiencia en vivo. Los anfitriones Dean Blundell, Jason Barr, y Todd Shapiro fueron suspendidos durante una semana después de la aparición, luego de muchas quejas. En abril de 2006, Steve-O demandó a su mánager Nick Dunlap y su abogado Jason Berk acusándolos de mentir sobre la historia de su estilo de vida.
El 18 de julio de 2006, Steve-O se convirtió en un participante tardío del programa Love Island de Fiyi, como esfuerzo por aumentar la audiencia. A pesar de afirmar que había dejado de beber, pidió cerveza en el programa. El 19 de julio de 2006, dejó abruptamente Love Island porque no tenía permitido tomar cerveza ni comer los chocolates que había pedido.
En noviembre de 2006, se fue en una juerga de drogas después de haber sido diagnosticado con miocardiopatía, una enfermedad muy grave del corazón. Luego fue examinado por especialistas de corazón, quienes concluyeron que estaba bien de salud.
En 2007, Steve-O protagonizó su propio show de televisión, Dr. Steve-O, en USA Network. Ese mismo año, apareció en Jackass 2.5, que en su mayoría consistía de material que no apareció en la segunda película. Además, apareció con algunos compañeros de Jackass en National Lampoon's TV: The Movie.
El 5 de febrero de 2008, Steve-O apareció en The Howard Stern Show con Howard Stern, Robin Quivers y Artie Lange en la radio Sirius Satellite para promocionar su próximo álbum de rap llamado Hard As a Rock. Steve-O lanzó otro CD con mezclas llamado The Dumbest Asshole In Hip Hop.

### Problemas psiquiátricos y rehabilitación (2008)
El 23 de febrero de 2008, Steve-O se unió al resto del elenco de Jackass para Jackass MTV 24 Hour Takeover, que promocionó JackassWorld.com. Participó en varias acrobacias, e incluso debutó su vídeo musical de rap, que, por primera vez en años, Mike Judge trajo el dúo de Beavis and Butt-Head para criticar.
Luego, durante la transmisión en vivo, Steve-O fue sacado de los estudios de MTV en solicitud de los ejecutivos por su comportamiento e intoxicación. Finalmente, tuvo permitido entrar en los estudios de MTV.
El 9 de marzo de 2008, los amigos de Steve-O (incluyendo a la estrella de la serie Jackass, Johny Knoxville) recibieron un correo electrónico del actor donde sugería su posible suicidio. Debido a esto decidieron ayudarlo y bajo las indicaciones del psiquiatra Drew Pinsky, Steve-O fue llevado a un psiquiátrico durante 71 horas que luego fueron alargadas a 14 días debido a su intento de suicidio. En un correo electrónico masivo a sus amigos, Steve-O expresó que previamente había pensado de su uso a las drogas y bipolaridad como una "cosa buena", pero que ahora se daba cuenta de que su droga aparentemente hería a los que más quería.

### Post-rehabilitación,Jackassy giras de comedia (2009-2011)
En marzo de 2009, Steve-O estuvo en la octava temporada de Dancing with the Stars, emparejado con Lacey Schwimmer. Después de la primera semana, se quejó de nervios pinzados y espasmos en la espalda y no compitió en la segunda semana después de herirse la espalda después de caer en su micrófono durante el ensayo general. Los jueces basaron sus puntajes en su presentación en su desempeño en el ensayo.
El 3 de mayo de 2009, MTV estrenó un documental llamado Steve-O: Demise and Rise sobre como su vida fue afectada por el uso de las drogas y el alcohol. El programa con el vídeo directo para DVD mostraba a Steve utilizando drogas y vandalizando su apartamento. En una entrevista de agosto de 2009, con Johnny Knoxville para The Times-Picayune, Knoxville en el tema de la recuperación de Steve-O y rehabilitación dijo, "Está tomando la sobriedad como tomó las drogas y el alcohol, estoy muy orgulloso de él. Creo que lo veremos haciendo algunas cosas muy pronto. De hecho, sé que lo haremos". Y luego dijo, «Algo está por venir. Estamos muy entusiasmados». Luego, agregó: «Creo que será año el año que viene, pero no quiero hablar sobre ello todavía».
Luego le dijo a la estación Comedy Digital Radio que nunca ha visto el documental de MTV, «Cuando vi las imágenes de mí mismo con drogas me sentí como sí las viera, podría saborearlas. Me hizo desearlas y tan embarazoso como las imágenes son, que simplemente parecía otra razón para drogarme. No lo pude mirar; no lo he visto desde entonces».
Luego en enero de 2009, Steve-O anunció en su página web el lanzamiento de un nuevo DVD llamado Steve-O: Pounding Out Randoms, del cual sólo se hicieron 1000 copias.
Steve-O fue parte de Jackass 3D, la tercera entrega de la serie de Jackass, lanzada en octubre de 2010. La película fue hecha en 3D y la producción comenzó el 25 de enero de 2010. A finales de mayo de 2010, Knoxville ha dicho que la sobriedad de Steve-O está en lo mejor y «No hay cerveza en el set esta vez incluso sí alguno de nosotros la deseamos». También dijo, «Y para ser honesto está yendo genial. Todos han tenido diferentes heridas que es una buena señal y Steve-O probablemente está haciendo las mejores imágenes de todos. Realmente va por ello. Él quiere probarle a todos que puede hacer estas acrobacias sobrio. Han pasado dos años en que bebió ahora. Todos han sido de mucho apoyo para él». Steve-O ahora es vegano por su salud y por razones humanitarias. Después de la acrobacia de Jackass 3D que incluía la participación de un carnero (durante la cual le lastimó la mano), él ha expresado cierta preocupación sobre hacer algunas acrobacias en el futuro que tenga que «meterse con los animales».
Cuando Jackass 3D fue lanzada en 2010, la película batió récords de taquilla. En la promoción de la película, apareció en The Howard Stern Show, prendiéndose fuego causando que Howard Stern gritara: «¡Sáquenlo! ¡Saquen su cabeza! ¡Maldito maníaco! Oh Dios mío, ¡eres maníaco! ¡Eres un maldito loco!».
En noviembre de 2010, Steve-O comenzó a hacer giras en Estados Unidos haciendo comedia stand-up en que él llamó Steve-O’s Entirely Too Much Information Tour. A principios de 2011, anunció una gira de nueve meses. También apareció en Jackass 3.5, que fue lanzada en abril de 2011.
Escribió una autobiografía con David Peisner titulada Professional Idiot: A Memoir, que cuenta su ascenso a la fama en el programa de acrobacias. Fue lanzada en junio de 2011.
En marzo de 2011, Steve-O llevó a su comedia a Canadá, donde terminó cada show prendiéndose fuego la cabeza teniendo a Ryan Stock escupiendo una boca llena de aceite en su cabeza, resultando en una enorme bola de fuego.
En mayo de 2011, Steve-O llevó su show a Australia, interpretando un show en las mayores ciudades. En una entrevista con Comedy Digital Radio, Steve-O explicó el génesis de su gira de comedia, "Alguien me invitó a un famoso club de comedia en Los Ángeles y le pidieron sí podía salir al escenario y hacer algo escandaloso. Cuando llegué a ese club de comedia miré alrededor y se me ocurrió que la cosa más loca que podía hacer por lejos sería hacer comedia stand-up."
Steve-O ha dicho que sigue una dieta vegetariana estricta. Fue una de las muchas celebridades que se inclucró en el proyecto NOH8.

## Problemas legales
El 31 de julio de 2002, Steve-O fue arrestado por cargos de obscenidad y de asalto por grapar su escroto en su pierna. Después de varios retrasos, en marzo de 2003, Steve-O hizo un trato con los jueces de Luisiana colocándolo en una donación de caridad de $5,000 para un refugio de mujeres y niños y prohibiéndole presentarse en Terrebonne Parish, Luisiana de nuevo.
En 2003, Steve-O hizo giras en Europa con Bam Margera. El 22 de mayo de 2003, Steve-O fue arrestado y encerrado en Suecia debido a un comentario que hizo durante una entrevista sobre el contrabando de drogas al país, remarcando que tragó un condón que contenía cannabis para pasar las autoridades. Steve-O llegó a un acuerdo con los fiscales de Suecia y fue lanzado el 27 de marzo de 2003 después de pagar 45,000 Kronor (cerca de 6 ,700 dólares). Como parte del acuerdo, Steve-O admitió poseer una tableta de éxtasis y cinco gramos de marihuana, aunque dijo que no sabía de dónde era el éxtasis. El arresto sueco fue incluido en la tercera entrega de la serie de DVD titulada, Steve-O: Out on Bail.
Dos meses después el 19 de julio de 2003, Steve-O fue arrestado con cargos de conducta desordenada por orinar en las patatas fritas en público durante la gira de un concierto de Lollapalooza en Burgettstown, Pensilvania. Steve-O afirmó que fue eliminado de la gira por los productores de Lollapalooza debido al incidente.
Steve-O fue visto de nuevo orinando en público el 5 de marzo de 2006, en Key Club Party para los Óscars, orinando en la alfombra roja fuera del club y luego sacándose su "traje de cumpleaños". También apareció en WWE con Chris Pontius.
En marzo de 2008 fue detenido por vandalismo al destruir su departamento y atacar el del vecino colindante a través de la pared. Durante la detención, la policía halló cocaína entre sus pertenencias, por lo que se fue detenido por posesión de drogas.
El 4 de junio de 2008, Steve-O se declaró culpable de posesión ilegal de cocaína. Evitó la cárcel por el cumplimiento exitoso de su programa de tratamiento. En julio, después de 115 días de sobriedad, Steve-O anunció que estaba "de vuelta en el manicomio". Regresó a una institución mental, él dijo , debido "Tenía cambios de humor terribles y una gran depresión. Mi cerebro está horrible de utilizar tanta cocaína, ketamina, PCP, óxido de nitrógeno, y todo tipo de otras drogas.
El 27 de marzo de 2011, Steve-O fue arrestado por las autoridades canadienses en el aeropuerto de Calgary. Los oficiales encontraron una orden de detención presentada en 2003. Steve-O fue acusado de asalto con un arma. Fue liberado después de pagar una fianza de 10,000 dólares.
En enero de 2022 fue arrestado por escalar el monumento a Lincoln en Washington D.C, aunque fue liberado poco después con la condición de no publicar el vídeo en internet.

## Televisión, cine, libros y lanzamientos
Televisión
- Jackass (MTV, 2000–2002)
- Wildboyz (MTV, 2003–2006)
- The Bronx Bunny Show (un episodio 2003)
- Totally Busted (Playboy TV, 2004–2006)
- Blind Date (un episodio)
- Love Island (ITV, 2006)
- The O.C (un episodio, 2006)
- 24 Hours with... (ITV, 2006)
- Bam's Unholy Union (MTV)
- Dr. Steve-O (USA Network, 2007–2008)
- Jackassworld.com: 24 Hour Takeover (MTV Special, 2008)
- Dancing with the Stars (ABC, 2009)
- Nitro Circus (un episodio, 2009)
- Steve-O: Demise and Rise (MTV Special, 2009)
- True Beauty (como The Milkman) (un episodio, 2009)
- Germany's Next Topmodel (Programa alemán, temporada 6, episodio 12, 2011)
- Minute to Win It (NBC, 2011)
- Killer karaoke (2012)

Cine
- Jackass: The Movie (2002)
- Blind Horizon (2003)
- Jackass Number Two (2006)
- Jackass 2.5 (2007)
- National Lampoon's TV: The Movie (2007)
- The Dudesons Movie (2008)
- Jackass 3D (2010)
- Jackass 3.5 (2011)
- Barely Lethal (2015)
- Jackass Forever (2022)

DVD
- Don't Try This At Home - The Steve-O Video Vol. 1 (2001)
- Don't Try This At Home - The Steve-O Video Vol. 2: The Tour (2002)
- Steve-O: Out on Bail (o Don't Try This At Home - The Steve-O Video Vol. 3: Out on Bail) (2003)
- Steve-O: The Early Years (2004)
- Steve-O: Gross Misconduct (2005)
- Pounding Out Randoms (2009)

Música
- The Dumbest Asshole In Hip Hop (24 de abril de 2008, West Coast Madness Records)

Videojuegos
- Un personaje en Jackass: The Game
- Apareció en Tony Hawk's Underground 2 como invitado
- Una celebridad en ESPN NFL 2K5

Radio
- Invitado en Sixx Sense con Nikki Sixx el 5 de abril de 2011

Libros
- Stephen Glover y David Peisner, Professional Idiot: A Memoir (Hyperion 7 de junio de 2011) ISBN 1-4013-2433-9